# سانتا ماريا دي كورسو
بلدية لاسكيرول (بالكاتالانية: l'Esquirol) هي إحدى بلديات مقاطعة برشلونة، والتي تقع في منطقة كاتالونيا، شرق إسبانيا.
يبلغ عدد سكانها 2.254 نسمة وفقاً لإحصائية سنة (2007).